# Hydrillodes repugnalis
Hydrillodes repugnalis är en fjärilsart som beskrevs av Walker 1863. Hydrillodes repugnalis ingår i släktet Hydrillodes och familjen nattflyn. Inga underarter finns listade i Catalogue of Life.